# 常陽
常陽（じょうよう）は、茨城県東茨城郡大洗町にある、日本原子力研究開発機構（JAEA）が保有する高速増殖炉の実験炉である。2007年に炉内の実験装置が破損し、稼働を停止している。

## 概要

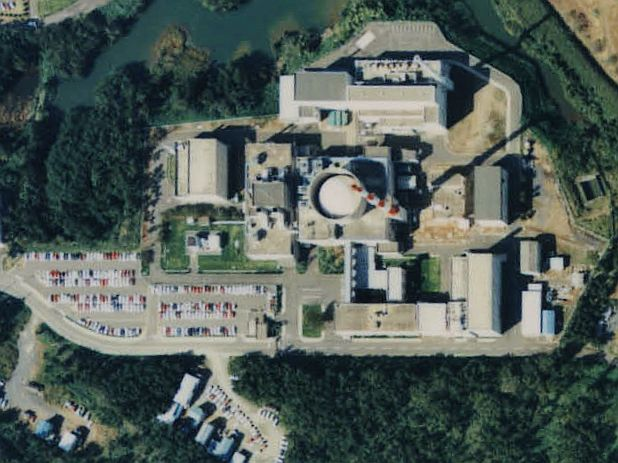
上空から見た常陽

常陽は日本で最初の高速増殖炉であり、高速増殖炉開発のために必要な技術・データおよび経験を得るための基礎研究、基盤研究を目的として建設された実験炉である。目標は自主技術で新型炉を開発することに貢献することであり、日本の国産技術である新型転換炉（ATR）と並列して計画が進んでいた。
常陽ではそのほか燃料・材料等の照射実験なども行われており、民間への施設の提供も行っている。

## 応用
ここで得られた技術・データは、次の段階となる原型炉であるもんじゅの建設につながった。
高速増殖炉の実験の最終段階である実用炉の開発は2050年頃とされていたが、開発計画は事故などにより何度も遅延され、2017年にもんじゅは廃炉と決定した。2022年1月、もんじゅのノウハウを持つ日本とテラパワー社が進める計画で、日米の次世代高速炉の研究開発に関する覚書が締結された。

## 名称の由来
常陽の名称の由来である「常陽」は、江戸時代の茨城県東部に立地した常陸国の中国風の呼称であり、公式サイトによれば「高速実験炉「常陽」の設置場所大洗は、太平洋に面した明るく雄大な地形にあり、まさに「常陽」の名にふさわしい所です。」とある。
実験炉「常陽」の名称は、新型動力炉「もんじゅ」「ふげん」とともに、動力炉・核燃料開発事業団（動燃）の副理事長・清成迪（きよなりすすむ）が発案したものであるが、当時の動燃の広報室長の回顧によれば、仏教学会の首脳から当初は「法蔵」（阿弥陀如来の菩薩名）が提案されていたとの裏話がある。サイトの地名を重んじる意向から「常陽」に変更になった。

## 現況
ナトリウム循環を除き、休止中である。

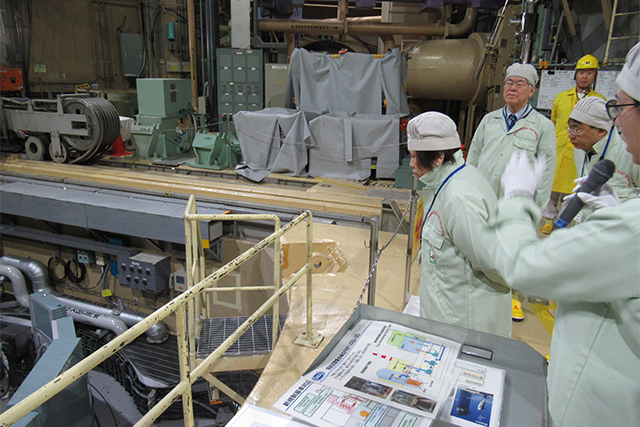
文部科学大臣の阿部俊子による原子炉格納容器の内部の視察。2025年2月。

2007年にMARICO-2と呼ばれる照射試験用実験装置の上部が大きく破損する事故が発生したため、炉の運転休止を余儀なくされている（2014年11月28日復旧完了）。
この間、東日本大震災（2011年）に伴う福島第一原子力発電所事故が起き、原子力分野の安全規制・審査や世論が厳しくなった。JAEAは、避難計画の策定範囲が周辺30キロメートルから5キロメートルに縮小できる熱出力10万キロワット（kw）以下に抑えての再稼働をめざしたが、原子力規制委員会は地元との関係を軽視するような姿勢を問題視。熱出力限界を10万キロワットに制限するよう改造したが、耐震性を高める地盤改良工事も必要となり、安全対策費は170億円に達している。2023年5月に原子力規制委員会による審査に事実上合格した。
2020年11月14日、各府省の事業の税金の使われ方を公開で検証する「行政事業レビュー」は、原子力関連事業を検討した。常陽について、河野太郎行政改革大臣は「再稼働する前に、使用済み核燃料を最後までどうするのかをきちんと決めた上でなければ、無駄な予算がかかる」と指摘。有識者は、使用済み核燃料の処理方法と保管場所の明確な計画を策定するとともに、再稼働をする場合には地元の合意を得るよう求めた。
2021年12月2日、日本原子力研究開発機構は、常陽の再稼働の時期について、これまでの目標を2年先延ばしし、2024年度末にすると発表した。東京電力福島第一原発事故後に導入された新規制基準に基づく国の審査が長引いているための措置という。
2023年5月24日、原子力規制委員会は、常陽について、安全対策の基本方針が新規制基準に適合すると認める審査書案を取りまとめた。30日間の意見募集後、審査書を正式決定する。高速炉の実用化に向けた基礎研究や、国際的な開発にも貢献できるとして、原子力機構は2024年度末の運転再開をめざす。
2023年7月26日、原子力規制委員会は、常陽について、新規制基準への適合を認める審査書を正式決定し、安全対策の基本方針を許可した。原子力機構は2024年度末の再稼働をめざすが、詳細設計の審査なども残っており、予定通り進むかどうかは不透明だ。
2023年10月5日、茨城県内にある原子力施設の安全対策について有識者が調査・検討する「県原子力安全対策委員会」が、水戸市内で開かれた。今年度の開催は初めてで、日本原子力研究開発機構が2026年度半ばに運転再開をめざす常陽について、機構側から地震や津波などが発生した際の対策などの説明を受けた。
2024年2月7日、日本原子力研究開発機構は、原子力規制委員会に対して、常陽で医療用ラジオアイソトープ生産を使用目的に追加するための申請をした、と発表した。機構は常陽を使って、がん治療薬として期待がかかる放射性物質の製造を目指す。機構によると、放射性物質の名前は「アクチニウム225」。これを組み込んだ薬剤を体内に注射することで、がん細胞のみをピンポイントにたたいて治療につなげたい考え。高速炉でアクチニウム225を製造するのは世界的にも珍しいといい、2026年度中に製造したいとしている。2024年2月29日、がん治療薬として期待される放射性元素を国内製造することを目指し、日本原子力研究開発機構と国立がん研究センターが、研究協定を結んだ。常陽で2026年度中に試験製造を始めることを目指すという。
2024年9月4日、原子力規制委員会は、常陽にがん治療薬として期待される放射性元素を生産するための実験装置を追加することについて、「新規制基準に適合する」とする審査書案を取りまとめた。文部科学相などの意見を聞いたうえで、正式に許可する。

## 炉心
常陽はこれまで利用目的に応じて炉心の構成を変更する改造工事を受けており、それぞれMk-I、Mk-II、Mk-IIIと呼ばれている。現在はMk-III炉心であり、高速中性子を利用した材料試験などに利用されている。
| 番号               | 形式 | 炉心設計         | 電気出力 | 熱出力  | 運転開始   | 運転終了  |
| ------------------ | ---- | ---------------- | -------- | ------- | ---------- | --------- |
| Mark-I（MK-I）     | FBR  | 増殖炉心         | 設備なし | 7.5万kW | 1977年4月  | 1978年1月 |
| Mark-II（MK-II）   | FR   | 照射用炉心       | 設備なし | 10万kW  | 1982年11月 | 1997年9月 |
| Mark-III（MK-III） | 同上 | 高性能照射用炉心 | 設備なし | 14万kW  | 2003年7月  |           |

## 規格
- 形式：ナトリウム冷却型高速増殖炉
- 熱出力：14万kW （140Mw）  - MK-I炉心5万kW / 7.5万kW（性能試験時 / 運転時）、MK-II炉心10万kW[18]、MK-III炉心14万kW
- 炉心温度：435℃（MK-I）、500℃（MK-II、MK-III）[18][19]
- 原子炉格納容器：内径28m、高さ54.3m、厚さ12 - 27mm、炭素鋼製。完全気密構造。
- 原子炉容器：内径3.6m、高さ10m、厚さ25mmのステンレス製。
- 冷却器：主冷却機建物に主空気冷却器が4台。
- 発電設備：設置されていない。
- 製造メーカー：日立製作所、東芝、三菱重工業、富士電機。

## 歴史
- 1960年（昭和35年）：設計開始。
- 1970年（昭和45年）2月12日：原子炉の設置許可。
- 1971年（昭和46年）1月10日：原子炉格納容器建設開始。
- 1977年（昭和52年）
  - 4月24日：MK-I炉心が初臨界を達成[20]。高速増殖炉による臨界はこれが日本では最初、世界では5番目であった（出力5万kW）。
  - 6月6日：高速増殖炉常陽臨界記念切手が一種（50円）発行。
- 1978年（昭和53年）7月：MK-I炉心にて通常出力（7.5万kW）による運転を開始。
- 1982年（昭和57年）
  - 01月10日：MK-I炉心の運転を終了[17]。
  - 11月22日：MK-II炉心で初臨界を達成[17]。
- 1997年（平成9年）9月12日：50000時間を超える運転の後に、MK-II炉心の運転を終了[21]。
- 2003年（平成15年）7月2日：MK-III炉心で初臨界達成。
- 2007年（平成19年）6月11日：炉心で燃料棒の交換装置と計測線付実験装置(MARICO-2)が衝突する事故が発生[22]。燃料交換機能の一部に障害が発生しているが復旧作業を行って2016年度の運転再開を目指している[23][24]。
- 2010年（平成22年）1月22日：原子炉付属建屋内で、ぼやが起きたと日本原子力研究開発機構が発表した。外部への影響や作業員の放射線被曝はなかった。
- 2014年（平成26年）11月28日：燃料交換機能の復旧作業（MARICO-2試料部の回収及びUCSの交換）が終了[25]。